# Box-office France 1956
Cet article traite du box-office de 1956 en France.

## Les films de plus d'un million d'entrées
| Classement | Titre                                      | Pays                              | Réalisateur                         | Box-office France |
| ---------- | ------------------------------------------ | --------------------------------- | ----------------------------------- | ----------------- |
| 1.         | Michel Strogoff                            |                                   | Carmine Gallone                     | 6 868 854 entrées |
| 2.         | Guerre et Paix                             |                                   | King Vidor                          | 5 874 104 entrées |
| 3.         | Notre-Dame de Paris                        |                                   | Jean Delannoy                       | 5 687 222 entrées |
| 4.         | La Traversée de Paris                      | Claude Autant-Lara                | 4 893 174 entrées                   |                   |
| 5.         | Le Chanteur de Mexico                      |                                   | Richard Pottier                     | 4 779 435 entrées |
| 6.         | Le Monde du silence                        |                                   | Jacques-Yves Cousteau / Louis Malle | 4 640 159 entrées |
| 7.         | La Fureur de vivre                         |                                   | Nicholas Ray                        | 4 280 929 entrées |
| 8.         | Trapèze                                    | Carol Reed                        | 4 232 986 entrées                   |                   |
| 9.         | Gervaise                                   |                                   | René Clément                        | 4 108 173 entrées |
| 10.        | La Belle des belles                        |                                   | Robert Z. Leonard                   | 4 074 941 entrées |
| 11.        | Le Couturier de ces dames                  |                                   | Jean Boyer                          | 4 051 318 entrées |
| 12.        | Cette sacrée gamine                        | Michel Boisrond                   | 4 040 634 entrées                   |                   |
| 13.        | Et Dieu… créa la femme                     | Roger Vadim                       | 3 915 059 entrées                   |                   |
| 14.        | Si tous les gars du monde                  | Christian-Jaque                   | 3 831 979 entrées                   |                   |
| 15.        | Papa, maman, ma femme et moi               | Jean-Paul Le Chanois              | 3 791 342 entrées                   |                   |
| 16.        | L’Homme qui en savait trop                 |                                   | Alfred Hitchcock                    | 3 764 609 entrées |
| 17.        | La Mousson                                 | Jean Negulesco                    | 3 744 959 entrées                   |                   |
| 18.        | Don Juan                                   |                                   | John Berry                          | 3 442 194 entrées |
| 19.        | L'Enfer des hommes                         |                                   | Jesse Hibbs                         | 3 416 955 entrées |
| 20.        | En effeuillant la marguerite               |                                   | Marc Allégret                       | 3 296 793 entrées |
| 21.        | L'Homme et l'Enfant                        |                                   | Raoul André                         | 3 068 968 entrées |
| 22.        | Vous pigez ?                               |                                   | Pierre Chevalier                    | 3 060 791 entrées |
| 23.        | Le Pays d'où je viens                      | Marcel Carné                      | 2 991 062 entrées                   |                   |
| 24.        | La Bande à papa                            | Guy Lefranc                       | 2 913 256 entrées                   |                   |
| 25.        | Si Paris nous était conté                  | Sacha Guitry                      | 2 813 682 entrées                   |                   |
| 26.        | Tu seras un homme, mon fils                |                                   | George Sidney                       | 2 807 565 entrées |
| 27.        | Trois de la Canebière                      |                                   | Maurice de Canonge                  | 2 793 651 entrées |
| 28.        | L'Homme aux clés d'or                      | Léo Joannon                       | 2 789 546 entrées                   |                   |
| 29.        | Un condamné à mort s'est échappé           | Robert Bresson                    | 2 755 823 entrées                   |                   |
| 30.        | Davy Crockett, roi des trappeurs           |                                   | Norman Foster                       | 2 555 073 entrées |
| 31.        | Pain, amour, ainsi soit-il                 |                                   | Dino Risi                           | 2 528 675 entrées |
| 32.        | La Châtelaine du Liban                     |                                   | Richard Pottier                     | 2 458 987 entrées |
| 33.        | Les Jeunes Années d'une reine              |                                   | Ernst Marischka                     | 2 452 819 entrées |
| 34.        | Les Quatre Plumes blanches                 |                                   | Terence Young / Zoltan Korda        | 2 407 145 entrées |
| 35.        | Hélène de Troie                            |                                   | Robert Wise                         | 2 397 769 entrées |
| 36.        | Des gens sans importance                   |                                   | Henri Verneuil                      | 2 394 712 entrées |
| 37.        | Ces sacrées vacances                       | Robert Vernay                     | 2 394 690 entrées                   |                   |
| 38.        | La mariée est trop belle                   | Pierre Gaspard-Huit               | 2 366 799 entrées                   |                   |
| 39.        | Fernand cow-boy                            | Guy Lefranc                       | 2 351 139 entrées                   |                   |
| 40.        | Les Aventures de Till l'Espiègle           |                                   | Gérard Philipe / Joris Ivens        | 2 304 114 entrées |
| 41.        | Marie-Antoinette reine de France           |                                   | Jean Delannoy                       | 2 280 704 entrées |
| 42.        | Paris, Palace Hôtel                        | Henri Verneuil                    | 2 260 893 entrées                   |                   |
| 43.        | La Prisonnière du désert                   |                                   | John Ford                           | 2 249 896 entrées |
| 44.        | Alexandre le Grand                         | Robert Rossen                     | 2 241 423 entrées                   |                   |
| 45.        | Elena et les Hommes                        |                                   | Jean Renoir                         | 2 116 337 entrées |
| 46.        | Le Conquérant                              |                                   | Dick Powell                         | 2 094 453 entrées |
| 47.        | La Lumière d'en face                       |                                   | Georges Lacombe                     | 2 082 146 entrées |
| 48.        | Le Bouffon du roi                          |                                   | Norman Panama / Melvin Frank        | 2 041 594 entrées |
| 49.        | Le Sang à la tête                          |                                   | Gilles Grangier                     | 1 978 323 entrées |
| 50.        | C'est arrivé à Aden...                     | Michel Boisrond                   | 1 956 334 entrées                   |                   |
| 51.        | Picnic                                     |                                   | Joshua Logan                        | 1 867 054 entrées |
| 52.        | Les Truands                                |                                   | Carlo Rim                           | 1 852 958 entrées |
| 53.        | La vie est belle                           | Roger Pierre / Jean-Marc Thibault | 1 851 762 entrées                   |                   |
| 54.        | Rencontre à Paris                          | Georges Lampin                    | 1 844 793 entrées                   |                   |
| 55.        | La Colline de l'adieu                      |                                   | Henry King                          | 1 838 826 entrées |
| 56.        | Courte Tête                                |                                   | Norbert Carbonnaux                  | 1 825 624 entrées |
| 57.        | La Rivière de nos amours                   |                                   | André de Toth                       | 1 812 020 entrées |
| 58.        | La Maison des otages                       | William Wyler                     | 1 810 399 entrées                   |                   |
| 59.        | Crime et Châtiment                         |                                   | Georges Lampin                      | 1 782 212 entrées |
| 60.        | Davy Crockett et les Pirates de la rivière |                                   | Norman Foster                       | 1 761 469 entrées |
| 61.        | Brisants humains                           | Joseph Pevney                     | 1 755 226 entrées                   |                   |
| 62.        | La Charge des tuniques bleues              | Anthony Mann                      | 1 693 481 entrées                   |                   |
| 63.        | Goubbiah, mon amour                        |                                   | Robert Darène                       | 1 672 884 entrées |
| 64.        | Le Général du Diable                       |                                   | Helmut Käutner                      | 1 602 874 entrées |
| 65.        | La Loi des rues                            |                                   | Ralph Habib                         | 1 560 744 entrées |
| 66.        | Voici le temps des assassins               | Julien Duvivier                   | 1 538 259 entrées                   |                   |
| 67.        | La Mort en ce jardin                       |                                   | Luis Buñuel                         | 1 536 292 entrées |
| 68.        | Les Implacables                            |                                   | Raoul Walsh                         | 1 502 015 entrées |
| 69.        | Les Briseurs de barrages                   |                                   | Michael Anderson                    | 1 497 704 entrées |
| 70.        | Attaque !                                  |                                   | Robert Aldrich                      | 1 493 421 entrées |
| 71.        | La Revanche de Pablito                     | Roberto Gavaldón                  | 1 373 094 entrées                   |                   |
| 72.        | Bonjour sourire                            |                                   | Claude Sautet                       | 1 256 883 entrées |
| 73.        | Ce soir les jupons volent                  | Dimitri Kirsanoff                 | 1 242 324 entrées                   |                   |
| 74.        | Sept Ans de réflexion                      |                                   | Billy Wilder                        | 1 219 444 entrées |
| 75.        | Mais qui a tué Harry ?                     | Alfred Hitchcock                  | 1 217 931 entrées                   |                   |
| 76.        | Richard III                                |                                   | Laurence Olivier                    | 1 185 178 entrées |
| 77.        | Diane de Poitiers                          |                                   | David Miller                        | 1 177 077 entrées |
| 78.        | Moby Dick                                  |                                   | John Huston                         | 1 175 973 entrées |
| 79.        | Au sixième jour                            |                                   | Henry Koster                        | 1 136 731 entrées |
| 80.        | Rendez-vous à Rio                          |                                   | Ralph Thomas                        | 1 111 404 entrées |
| 81.        | Les Aventures de Gil Blas de Santillane    |                                   | René Jolivet                        | 1 108 273 entrées |
| 82.        | Bébés à gogo                               |                                   | Paul Mesnier                        | 1 069 206 entrées |